# Jantar Mantar

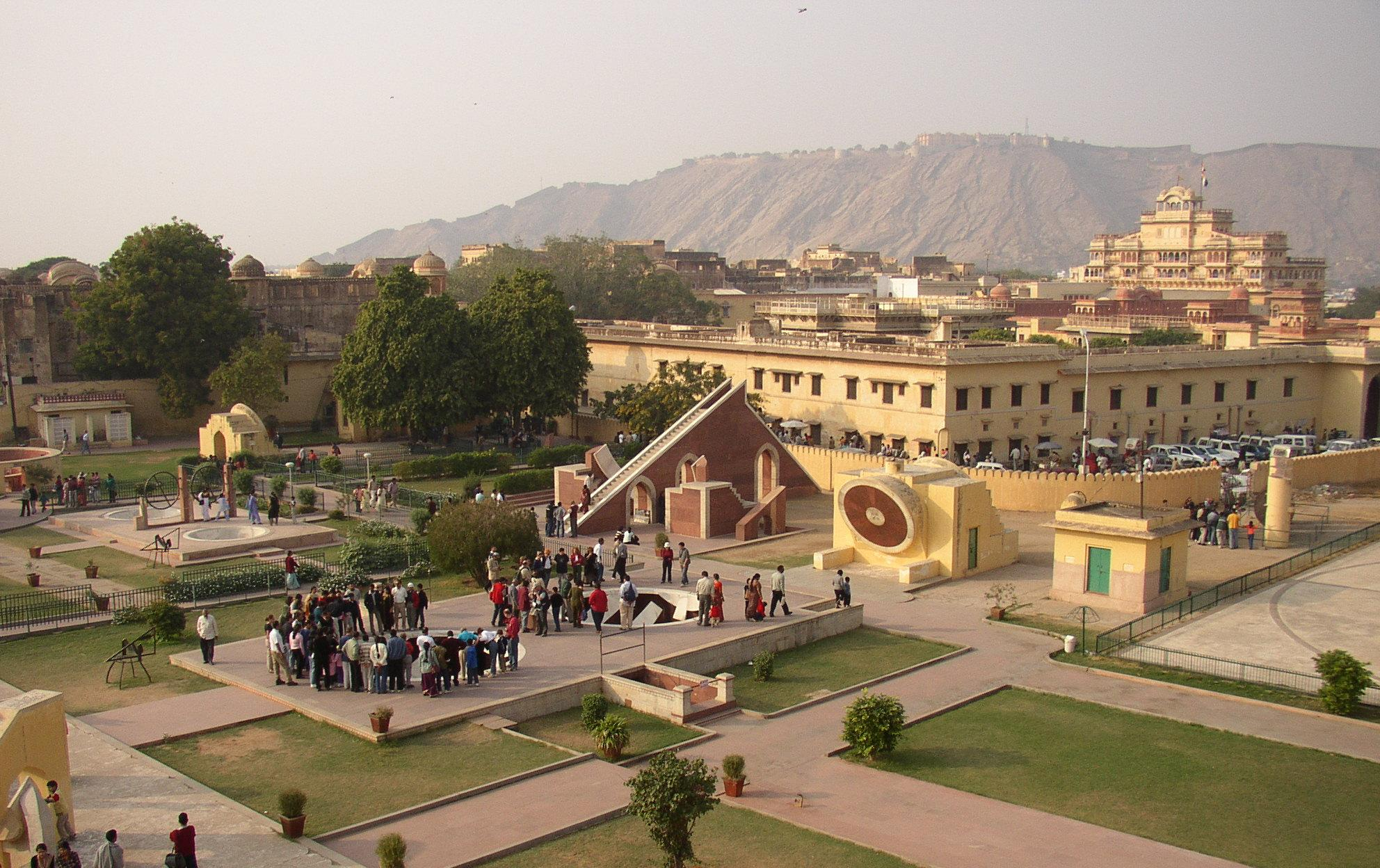
Jantar Mantar (Jaipur)

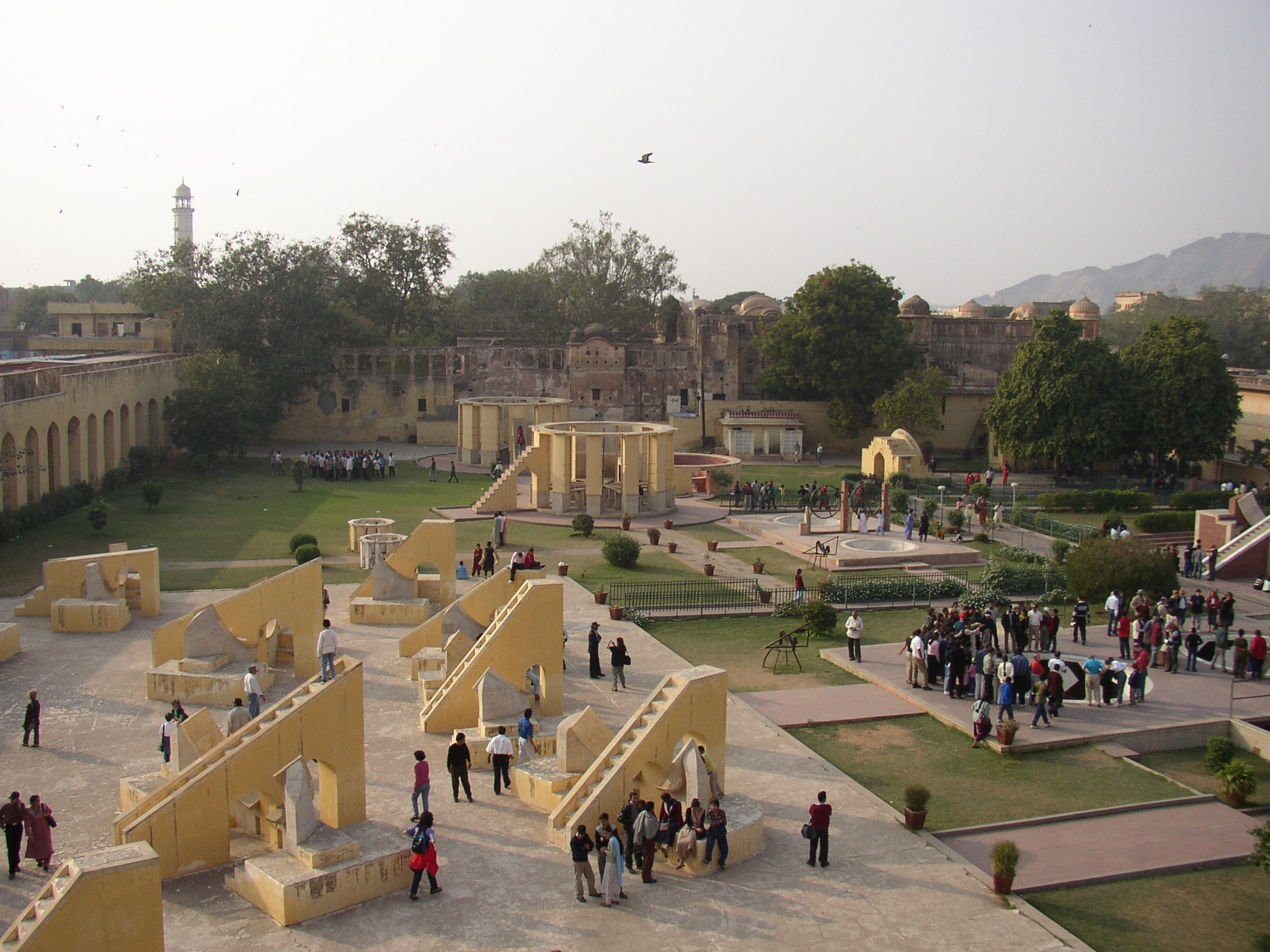
Jantar Mantar (Jaipur)

Jantar Mantar (Sanskrit „kalkulierendes/denkendes Gerät“) ist der Name von fünf historischen Sternwarten, die Maharadscha Jai Singh II. zwischen 1724 und 1734 in Delhi, Ujjain, Mathura, Varanasi und Jaipur errichten ließ. Als Vorbilder dienten Nasīr ad-Dīn at-Tūsīs Observatorium in Maragha und Ulug Begs Observatorium in Samarkand.
Bei allen diesen Observatorien wurden zur Erreichung einer präzisen Winkelablesung die Skalen immer weiter vergrößert. Diesen Weg hatte auch Tycho Brahe mit seinem Mauerquadranten in seinem Observatorium auf der Insel Hven beschritten. In der Folgezeit setzte man in Europa aber auf Feinmechanik, d. h. genauere Skaleneinteilungen bei kleinen Instrumenten, und auf das Fernrohr.

## Name
Der Hindustani-Name Jantar Mantar leitet sich von Sanskrit yantra, „Instrument“ und mantra „Formel, Berechnung“ her. Daher bedeutet der Name Jantar Mantar „Rechen-Instrument“. 

## Jantar Mantar in Jaipur
Lage: 26° 55′ 28,5″ N, 75° 49′ 27,3″ O

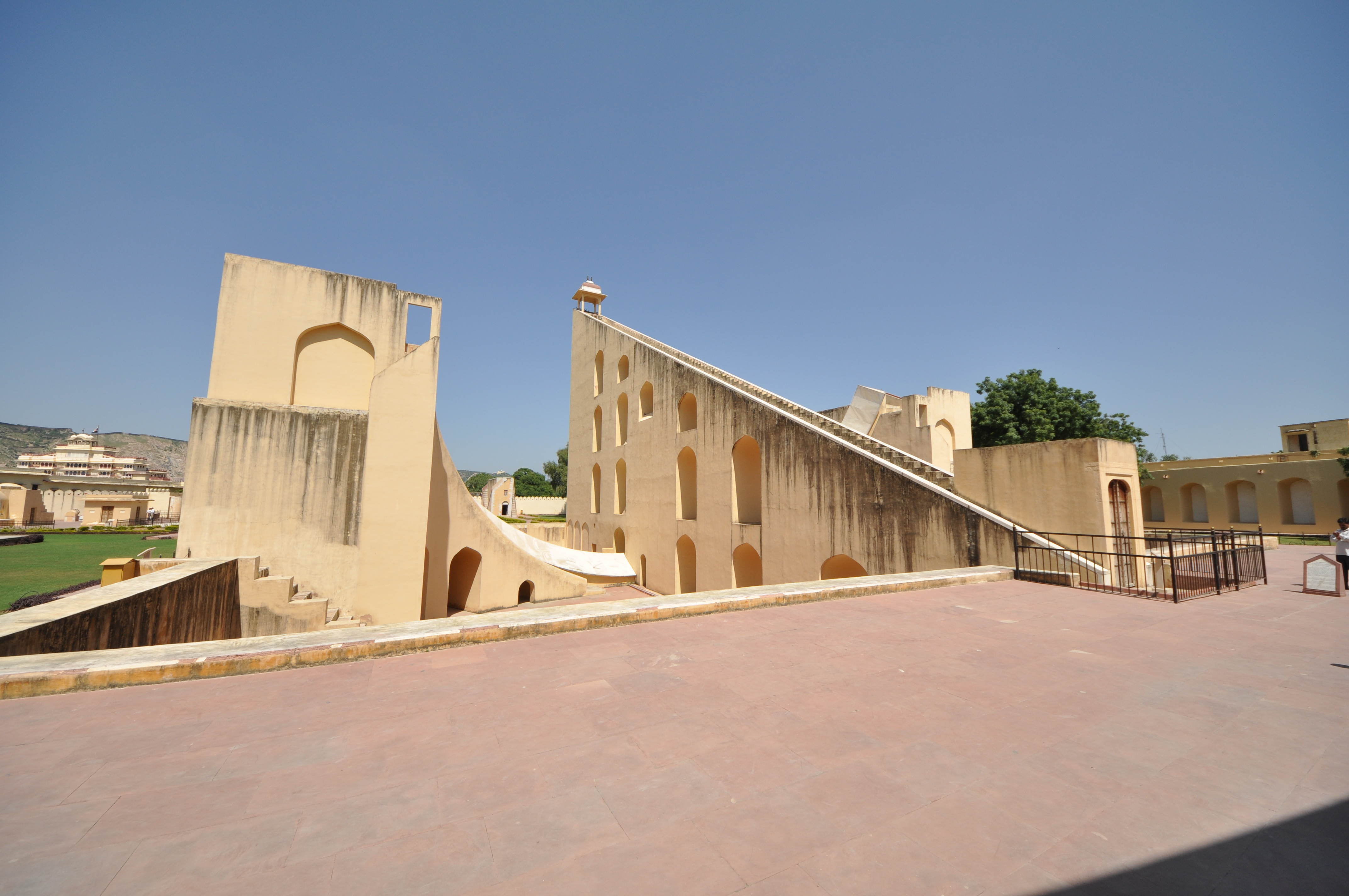
Samrat Jantar, die weltgrößte Sonnenuhr in Jaipur.

Die größte dieser Anlagen wurde nach dem Vorbild des Observatoriums in Delhi in der neuen Hauptstadt Jaipur von 1727 bis 1733 errichtet. Es beherbergt 14 nach astronomischen Gesichtspunkten entworfene Bauwerke. Diese dienen unter anderem der Messung der Zeit, der Voraussage von Eklipsen, der Beobachtung der Planetenbahnen, der Bestimmung von astronomischer Höhe und Deklination und der Erstellung von Ephemeriden. Das größte Bauwerk ist das Samrat Jantar, eine Sonnenuhr mit einer Höhe von 27 m, die die Zeit auf etwa 2s genau anzeigen kann.
Die Anlage wurde 1901 restauriert und 1948 zu einem National Monument Indiens erklärt. 2010 wurde das Observatorium als UNESCO-Welterbe anerkannt.

## Jantar Mantar in Delhi

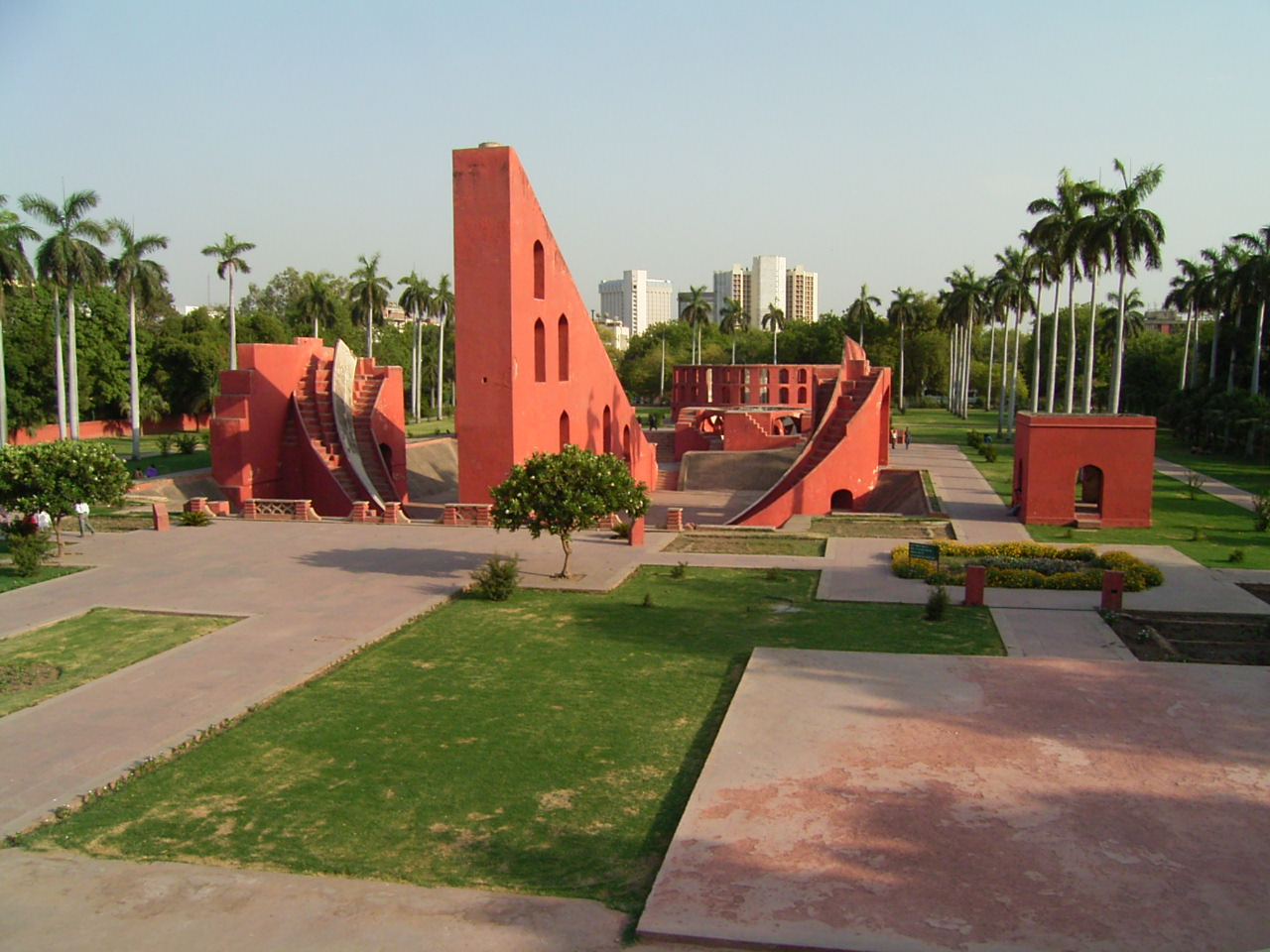
Jantar Mantar (Delhi)

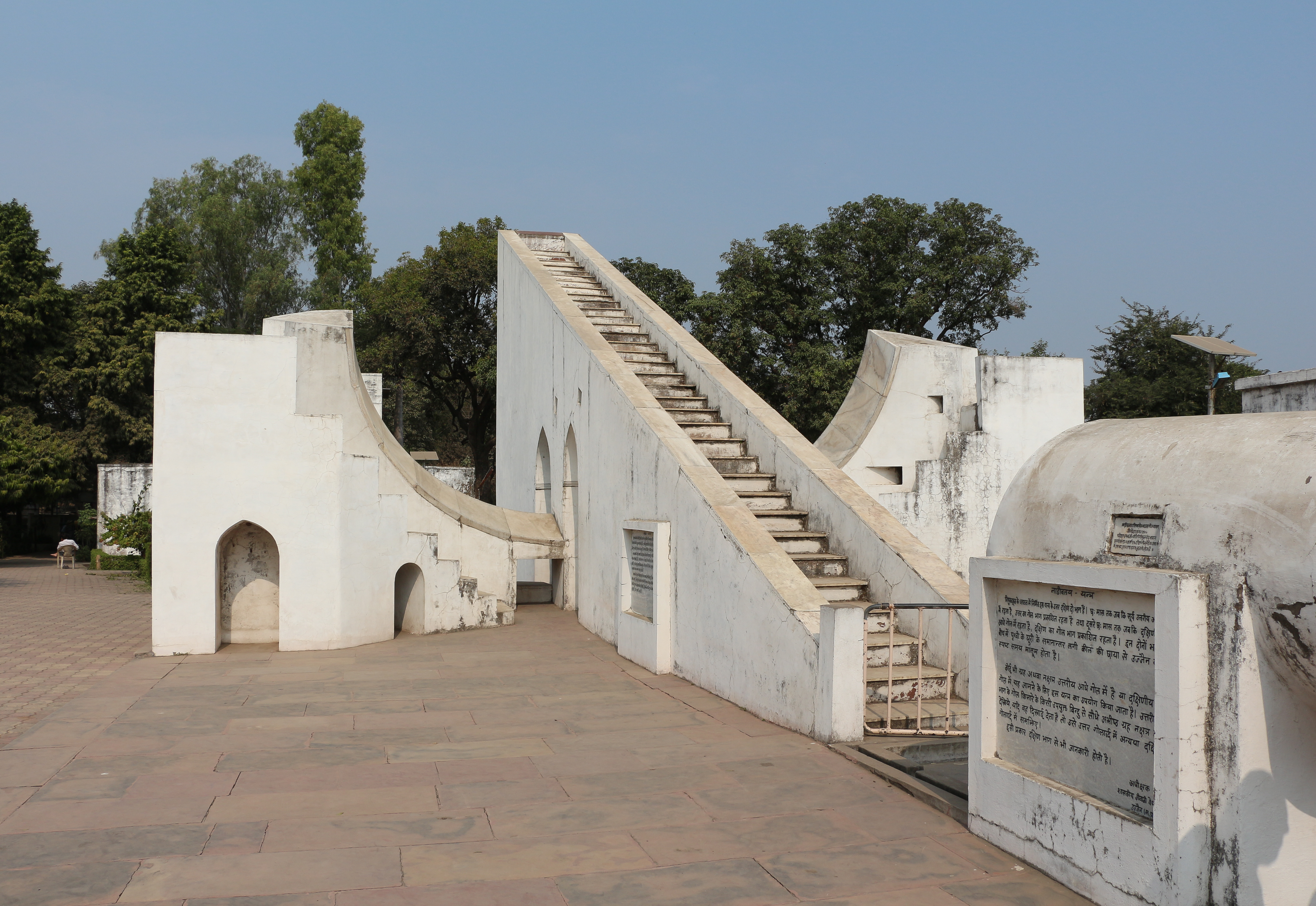
Vedha Shala

Das Observatorium in Delhi wurde ab 1724 erbaut und ist somit das erste der fünf von Jai Singh II. errichteten Anlagen. Die Daten dienten nicht nur der reinen Astronomie, sondern vor allem den astrologischen Neigungen des Herrschers.

## Jantar Mantar in Ujjain
Das Observatorium in Ujjain, eine der sieben heiligen Städte Indiens, wurde auf dem Längengrad errichtet, auf den seit alters her alle hinduistischen Astronomen die Ephemeriden beziehen: 75,78° Ost (bezogen auf Greenwich). Er entspricht dem Nullmeridian durch das Royal Greenwich Observatory. Zu sehen ist noch die Sonnenuhr Vedha Shala.